# Karl Kilbom

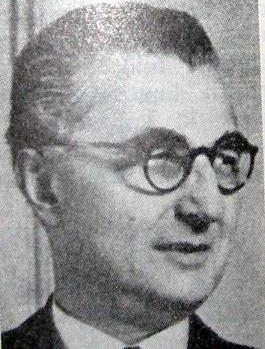
Karl Kilbom

Karl Kilbom (1885 – 1961) was een Zweeds communist.
In 1908 werd hij lid van de Sociaaldemocraten van Zweden, daar hoorde hij bij de linkervleugel van Zeth Höglund.
- Gemeinsame Normdatei: 1240323654
- International Standard Name Identifier: 0000 0000 5186 634X
- KulturNav: c15480ec-2890-4f02-8f47-79ddbbfc4c58
- Library of Congress Control Number: no2021145690
- Nederlandse Thesaurus van Auteursnamen: 07240874X
- LIBRIS: 193487
- Système universitaire de documentation: 169147991
- Virtual International Authority File: 66439126